# Ferrissia tanganyicensis
Ferrissia tanganyicensis es una especie de molusco gasterópodo de la familia Arionidae en el orden de los Basommatophora.

## Distribución geográfica
Se encuentra en Burundi República Democrática del Congo Tanzania y Zambia.

## Hábitat
Su hábitat natural son: lagos de agua dulce y deltas interiores. 